# لوزنج
اللوزنج ويُكتب أيضًا لوزينج أو لوزنق أو لوزينة، هو نوع من الحلوى المصنوعة من اللوز، والمعروف في المطبخ العربي في العصر الذهبي للإسلام. وُصف بأنه «طعام الملوك» و«الحاكم الأعلى لكل الحلويات»، وبحلول القرن الثالث عشر كان اللوزنج قد دخل إلى المطبخ الأوروبي في العصور الوسطى عبر التأثير الأندلسي والحروب الصليبية وحركة الترجمة اللاتينية للكتب العربية ومنها كتب الطبخ.

## التاريخ

### مقدمة
ترد الإشارات إلى هذه الحلوى بكثرة في الأدب العربي. وهنا ثلاث منها:
1. لقد ذكرها الشاعر أبو طالب المأموني في القرن العاشر قائلًا:

1. نصح القاضي سحنون أحد طلابه بأن مكافأة ساعات الدراسة الطويلة في الفقه هي كسب المال الكافي لشراء اللوزنج محشوًّا بـالفستق الحلبي.[2]
2. وقد ذكرها أيضًا بديع الزمان الهمذاني في إحدى قصصه وهي المقامة البغدادية، حيث احتال عيسى بن هشام ليشتري اللوزنج، وقد وصفه: «وَقُلْتُ لِصَاحِبِ الحَلْوَى: زِنْ لأَبي زَيْدٍ مِنَ اللُّوزِنج رِطْلَيْنِ فَهْوَ أَجْرَى فِي الحُلْوقِ، وَأَمْضَى فِي العُرُوقِ، وَلْيَكُنْ لَيْلِيَّ العُمْرِ، يَوْمِيَّ النَّشْرِ، رَقِيقَ القِشْرِ، كَثِيفِ الحَشْو، لُؤْلُؤِيَّ الدُّهْنِ، كَوْكَبيَّ اللَّوْنِ، يَذُوبُ كَالصَّمْغِ، قَبْلَ المَضْغِ، لِيَأْكُلَهُ أَبَو َزيْدٍ هَنِيًَّا» – بديع الزمان الهمذاني، المقامة البغدادية

### نوعاه
عُرف نوعان من هذه الحلوى في النصوص التاريخية المستكشفة:
1. اللوزنج المٌغَرَّق أو "اللوزينج المغمور"، ويعتقد بعض الباحثين أنه شكل مبكر من البقلاوة (رغم أن تشارلز بيري ذكر أنه «لم يكن مشابهًا كثيرًا للبقلاوة»، ولكنه لم ينفِ احتمالية تطور البقلاوة منه). كان يُحضَّر بحشو عجينة رقيقة بمزيج من اللوز المطحون (وأحيانًا المكسرات الأخرى مثل الفستق الحلبي أو الجوز) مع ماء الورد، وأحيانًا نكهات فاخرة مثل المصطكى والعنبر والمسك.
2. اللوزنج اليابس، كان يُصنع من اللوز المطحون المطبوخ في العسل المغلي أو السكر حتى يصبح بقوام التُفِّي [الإنجليزية]، أما النسخة النيئة التي تشبه مرصبان (عجينة اللوز) فكانت تُحضَّر بمزج اللوز مع السكر وتطييبها بـالكافور والمسك وماء الورد. وكانت الحلوى تُشكَّل في هيئة حيوانات أو أشكال أخرى، أو تُقطع إلى مربعات ومثلثات.

## طريقة التحضير
ترد إحدى الوصفات التاريخية في القرن العاشر، وتصف تحضير اللوزنج بمزج السكر المسحوق واللوز مع ماء الورد، ثم لفها في عجينة رقيقة، مشابهة لعجينة السمبوسة ولكن يُفضَّل أن تكون أرق. وقد شبَّه الشاعر ابن الرومي هذه العجينة بأجنحة الجراد. بعد خبزها، تُغمَس الحلوى في شراب سكري منكه بماء الورد، وتُزين بالفستق الحلبي المطحون.